# 다미아노 다비드

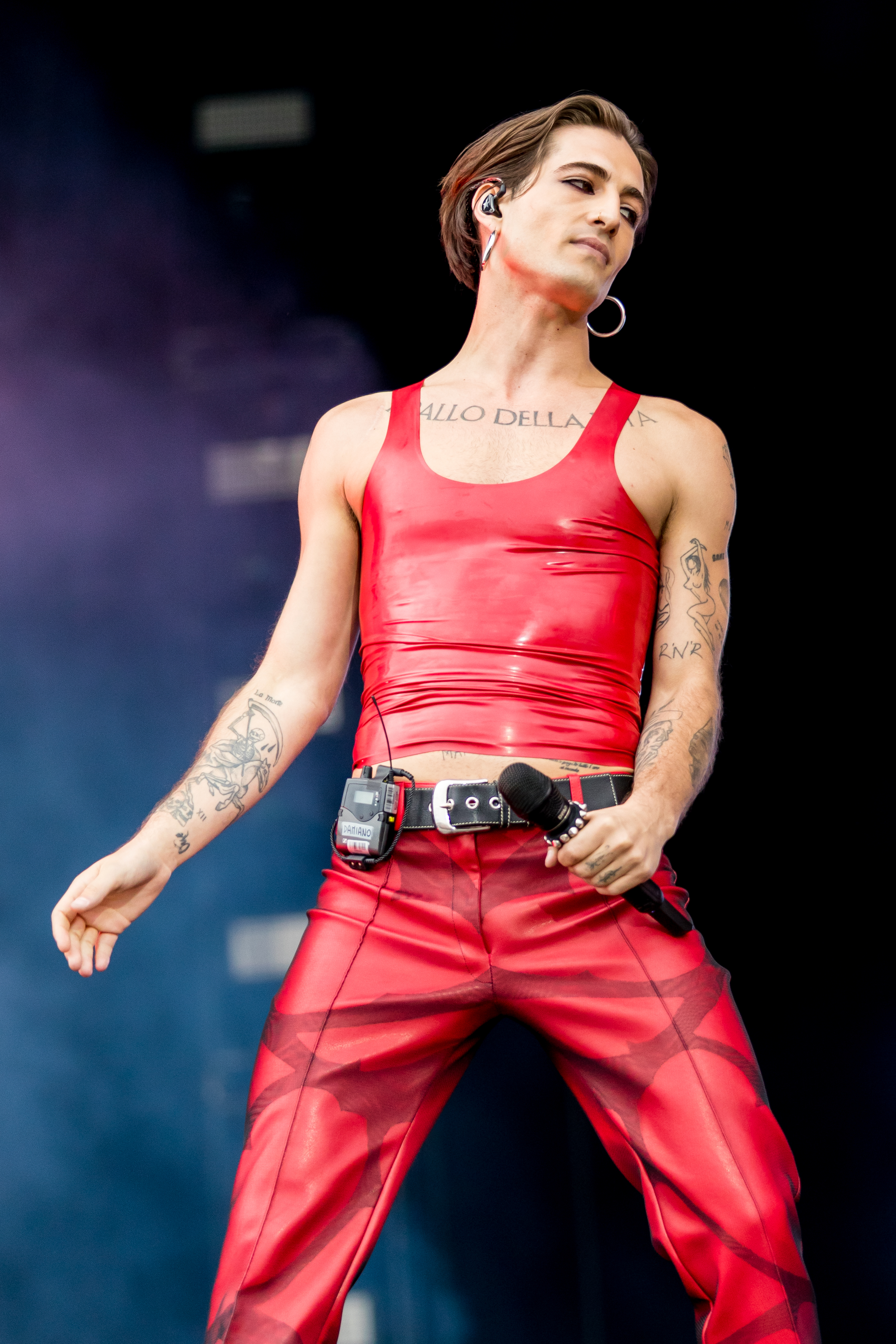

다미아노 다비드(Damiano David, 이탈리아어 발음: [daˈmjaːno ˈdaːvid], 1999년 1월 8일 ~ )는 이탈리아의 가수이자 작곡가이다. 록 밴드 모네스킨의 프런트맨으로, 산레모 음악제 2021에서 우승했고, 이어서 유로비전 송 콘테스트 2021에서 "Zitti e buoni"라는 노래로 이탈리아를 대표했다. 2024년 다비드는 싱글 "Silverlines"와 "Born with a Broken Heart"로 솔로 음악 경력을 시작했다.

## 출연

### 영화
- 크루엘라 (영화) - 제프리 (성우)